# Mengen (Germania)
Mengen è un comune tedesco di 9 995 abitanti,, situato nel land del Baden-Württemberg.